# Till Verclas
Till Verclas (* 28. Juni 1953 in Düsseldorf) ist ein deutscher Kupferdrucker und Künstler.

## Leben und Werk
Er wuchs in Hamburg auf, lernte bei Hermann Kätelhön in Westfalen Kupferdruck, bevor er von 1976 bis 1982 an der Hochschule für bildende Künste Hamburg freie Malerei bei Kai Sudeck studierte. Noch während des Studiums gründete er 1979 seine eigene Kupferdruckerei, die er bis zu deren Übergabe an seine Mitarbeiter 2010 betrieb.
In der Kupferdruckerei, die er neben seiner eigenen künstlerischen Arbeit betrieb, arbeitete er (in der Zeit von 1985 bis 1991 zusammen mit Henning Bergmann) für Künstler wie Georg Baselitz, Jörg Immendorff, Günther Förg, Albert Oehlen, Rosemarie Trockel, Cy Twombly, Christo, Joseph Kosuth, Dan Flavin und viele andere mehr.
2010 übergab er die Druckerei an seine langjährigen Mitarbeiter Lars Dahms und Daniel Vogler. Seit 2000 betreut er alle Radierungen von Thomas Schütte (ca. 600 Motive), mit dem er als einzigen bis heute weitere Projekte entwickelt.
Parallel dazu schuf er etliche Stahl-, Holz- und Bronzeskulpturen und gründete 1991 seine Presse UN ANNO UN LIBRO Till Verclas, in der jedes Jahr ein Künstlerbuch mit seinen Arbeiten entsteht.
2014 entstand die "Kunsthalle Wedel", ein neues 300 m² großes Atelier mit Schauraum in Wedel bei Hamburg.
Viele große Museen und öffentliche wie private Sammlungen besitzen Arbeiten von Till Verclas, wie das Museum Ludwig; Kunsthalle Karlsruhe; Bayerische Staatsbibliothek; Museum für Kunst und Gewerbe, Hamburg; Staats- und Universitätsbibliothek Hamburg; Germanisches Nationalmuseum, Nürnberg; Clapp Library, Wellesley College; Athenaeum Music & Arts Library, San Diego; Museum Meermanno, Den Haag; Library of Yale University; Staatsbibliothek zu Berlin; New York Public Library; Harvard Fine Arts Library; Boston Athenæum; San Francisco Center for the Book.

## Ausstellungen (Auswahl)
- 1985 Ausstellung Schauraum Alte Königstraße 5
- 1989 Teilnahme am »Herbstsalon« in der DuMont-Kunsthalle, Museum Ludwig, Köln
- 1992 Ausstellung Galerie Cato Jans, Hamburg
- 1993 Gruppenausstellung Galerie m, Bochum
- 1994 Gruppenausstellung „Susret“, Galerie m, Bochum
- 1995 Ausstellungsbeteiligung Galerie m, Bochum
- 1996 »Holländisches Bad«, Kunstverein Weißensee, Berlin und Kunsthaus Hamburg
- 1996 Ausstellungsbeteiligung Galerie m, Bochum
- 1999 Lehrauftrag an der Fachhochschule Hamburg im Fachbereich Gestaltung; Ausstellungsbeteiligung »Büchermacher«, Germanisches Nationalmuseum Nürnberg
- 2000 Ausstellung im Grafikkabinett, Germanisches Nationalmuseum Nürnberg
- 2003 Ausstellungsbeteiligung „Streifzüge“ Galerie Lelong, Zürich
- 2004 Ausstellungsbeteiligung mit „13+“ (Künstlerbücher und Grafik) Nationalbibliothek Tallinn, Estland; Gruppenausstellung; Galerie Lelong, Zürich
- 2005 Ausstellung Johannes a Lasco Bibliothek mit Clemens-Tobias Lange, Emden; Einzelausstellung Galerie Freiraum, Hamburg; Preis für Künstlerbuch „Schwarze Trüffel“ des Birgit Skjold Memorial Trust, London
- 2007 Ausstellung San Francisco Public Library (mit 13+); Californien
- 2008 Praxisstipendium Villa Massimo, Rom; Palais Salfeldt, Quedlinburg, „Künstlerbücher aus Deutschland“, (mit 13+); Feininger Galerie Quedlinburg, Zeichnungen und Radierungen; Bibliothek Museum Ludwig, „Zeitgenössische Künstlerbücher aus Deutschland“, (mit 13+)
- 2009 Davidson Library, Santa Barbara, CA, USA, „Made in Germany“, Künstlerbücher (Katalog); Galerie 401Contemporary, Berlin, „Linie“, Gruppenausstellung; Germanisches Nationalmuseum „Wunderbare Bücherwelten“, Gruppenausstellung
- 2010 Galerie FRIEDERIKE ROHSE Schmuck & Zeichnung
- 2011 Vortrag im KALA Art Institute, Berkeley, Kalifornien anlässlich der 3.Codex Artists Bookfair; „Dialog:Grafik“, Ausstellung Künstlerhaus Sootbörn, Hamburg, Gruppenausstellung; Ausstellung Læsø Kunstmuseet og Gallerie, Læsø, DK
- 2012 Galerie Druck und Buch Tübingen: „UN ANNO UN LIBRO Till Verclas, die letzten 20 Jahre“; Kunsthal Læsœ, Bronzen und Drucke;
- 2013 Læsø Kunsthal: „The Nature of Things“; TWU Texas USA, „Seductive Alchemie, Books of Artists“ Gruppenausstellung;
- 2015 Læsø Kunsthal "Rebound", Landschaftsskulptur mit sechs Bootsskulpturen im Wattenmeer von Læsø; Copenhagen Art Week, 3 Bootsskulpturen auf dem St.Jørgen Sø im Zentrum von Kopenhagen; „Handpressen oder die Kunst handwerklicher Buchgestaltung“, Galerie Handwerk München, Gruppenausstellung
- 2017 Ausstellung in der Staats- und Universitätsbibliothek Hamburg: SCHWARZE TRÜFFEL. 25 Jahre UN ANNO UN LIBRO. Till Verclas mit Büchern und Skulpturen.

Messebeteiligungen
- Art Basel, Art Frankfurt; Buchmesse Frankfurt, seit 2000- 2012; 2007–2015: CODEX International Book Fair, California, CA; Affordable Art Hamburg, 2015